# Anna Jókai
Anna Jókai  (n. 24 noiembrie 1932, Budapesta, Regatul Ungariei – d. 5 iunie 2017, Budapesta, Ungaria) a fost o scriitoare, romancieră și poetă maghiară, laureată a premiului Kossuth, membră fondatoare a Academiei Literare Digitale din Ungaria.